# Reptilicus le monstre des mers
Pour plus de détails, voir Fiche technique et Distribution.
Reptilicus le monstre des mers (Reptilicus) est un film américano-danois réalisé par Sidney W. Pink, sorti en 1961.

## Synopsis
Découvert lors des travaux menés par une compagnie d'extraction de combustible, un reptile monstrueux et gigantesque, mis en observation scientifique, sort de son état de léthargie primitif pour semer la mort et la désolation sur son parcours. Il sera finalement détruit par l'armée mobilisée au grand complet après une série d'effroyables désastres.

## Fiche technique
- Titre original : Reptilicus
- Titre français : Reptilicus le monstre des mers
- Réalisation : Sidney W. Pink
- Scénario : Sidney W. Pink et Ib Melchior
- Photographie : Aage Wiltrup
- Production : Samuel Z. Arkoff, Sidney W. Pink et Johann Zalabery
- Pays d'origine : Danemark - États-Unis
- Format : Couleurs - 1,37:1 - Mono
- Genre : horreur
- Date de sortie : 1961

## Distribution
- Carl Ottosen : Gen. Mark Grayson
- Ann Smyrner : Lise Martens
- Mimi Heinrich : Karen Martens
- Asbjørn Andersen : Prof. Otto Martens
- Bodil Miller : Connie Miller
- Bent Mejding : Svend Viltorft